# Río Porcía
El río Porcía es un río costero del norte de la península ibérica que discurre por el occidente del  Principado de Asturias (España).

## Curso
Tiene su nacimiento en la sierra de La Bobia, en el concejo de Castropol y desemboca en el mar Cantábrico, en la playa de Porcía, tras un recorrido de unos 31 km que atraviesa la poblaciones de Porcía, Campos y Salave, La Veguina, Sueiro y Monteavaro.
Sus afluentes principales son los ríos del Mazo, Cabo, del Valle, del Gandal y del Arco.
- Puestos de control: 4.[1]

## Etimología
El origen de su nombre, según explica Xosé Lluis García Arias en su libro Pueblos asturianos: el porqué de sus nombres se puede explicar bien por una adjetivación PORCINAM 'porcina, de cerdos', bien por una antigua *(VILLA) PORCILIA o *(VILLA) PORCINA, es decir, una propiedad de PORCINOS o de PORCIUS.
Sin embargo, otros autores como J. Galán, señalan que Porcía puede derivar de la palabra latina  "poritia", es decir, pureza. En diversos documentos medievales consta que en aquellos tiempos al río Porcía se le denominaba "Poricia". Un ejemplo de documento donde se halla la denominación "Poricia" es la permuta entre el conde Gundemaro Pinióliz y el obispo de Oviedo de unas posesiones en Tol en mayo de 991.

## Fauna
Según muestreos de pesca eléctrica acometidos entre los años 1997 y 2019, referencias bibliográficas y comunicaciones orales fidedignas, en el río Porcía se han detectado especímenes de anguila.